# Puccinia polliniicola
Puccinia polliniicola ist eine Ständerpilzart aus der Ordnung der Rostpilze (Pucciniales). Der Pilz ist ein Endoparasit der Süßgrasgattung Microstegium. Symptome des Befalls durch die Art sind Rostflecken und Pusteln auf den Blattoberflächen der Wirtspflanzen. Sie ist in Ostasien verbreitet.

## Merkmale

### Makroskopische Merkmale
Puccinia polliniicola ist mit bloßem Auge nur anhand der auf der Oberfläche des Wirtes hervortretenden Sporenlager zu erkennen. Sie wachsen in Nestern, die als gelbliche bis braune Flecken und Pusteln auf den Blattoberflächen erscheinen.

### Mikroskopische Merkmale
Das Myzel von Puccinia polliniicola wächst wie bei allen Puccinia-Arten interzellulär und bildet Saugfäden, die in das Speichergewebe des Wirtes wachsen. Aecien oder Spermogonien der Art sind nicht bekannt. Die gelben Uredien des Pilzes wachsen beid- oder nur unterseitig auf den Blättern des Wirts. Ihre gelblich-goldenen Uredosporen sind eiförmig bis breitellipsoid, 19–25 × 14–18 µm groß und fein stachelwarzig. Die beidseitig auf den Blättern und auf dem Stängel wachsenden Telien der Art sind schokoladenbraun und früh unbedeckt. Die tiefgoldenen oder hell haselnussbraunen Teliosporen des Pilzes sind zweizellig, in der Regel ellipsoid und 27–36 × 17–22 µm groß. Ihre Stiele sind farblos und bis zu 90 µm lang.

## Verbreitung
Das bekannte Verbreitungsgebiet von Puccinia polliniicola reicht von Japan über Taiwan bis auf die Philippinen.

## Ökologie
Die Wirtspflanzen von Puccinia polliniicola sind verschiedene Microstegium-Arten. Der Pilz ernährt sich von den im Speichergewebe der Pflanzen vorhandenen Nährstoffen, seine Sporenlager brechen später durch die Blattoberfläche und setzen Sporen frei. Die Art verfügt über einen Entwicklungszyklus, von dem bislang lediglich Telien und Uredien sowie deren Wirt bekannt sind; Spermogonien und Aecien konnten dem Pilz nicht zugeordnet werden.